# Nephasoma pellucidum
Nephasoma pellucidum är en stjärnmaskart som först beskrevs av Wilhelm Moritz Keferstein 1865.  Nephasoma pellucidum ingår i släktet Nephasoma och familjen Golfingiidae.

## Underarter
Arten delas in i följande underarter:
- N. p. pellucidum
- N. p. subhamatum